# JAMA (бібліотека)
JAMA — це програмна бібліотека для розв'язання задач лінійної алгебри. Ця бібліотека створена Національним інститутом стандартів і технологій США і схожа по функціональності з LAPACK. Існують версії JAMA для мов програмування C++ та Java.
Головними можливостями бібліотеки JAMA є:
- Знаходження власних чисел
- LU-розклад
- Сингулярний розклад
- QR-факторизація
- Розклад Холеського

JAMA розповсюджується вільно.